# Temporada 2022 del Campeonato de Galicia de Rally
La temporada 2022 fue la edición 44.ª del Campeonato de Galicia de Rally. Comenzó el 18 de mayo en el Rally de La Coruña y terminó el 13 de noviembre en el Rally Ribeira-Ría de Arousa.

## Calendario
| N.º | Fecha               | Rally                             | Resultados |
| --- | ------------------- | --------------------------------- | ---------- |
| 1   | 18-19 de mayo       | 26.º Rallye de La Coruña          | Resultados |
| 2   | 1-2 de abril        | 36.º Rali Berberecho de Noia      | Resultados |
| 3   | 13-15 de mayo       | 4.º Rallye Mariña Lucense         | Resultados |
| 4   | 24-26 de junio      | 4.º Rally de Pontevedra           | Resultados |
| 5   | 8-9 de julio        | 18.º Rallye Sur do Condado        | Resultados |
| 6   | 19-20 de agosto     | 36.º Rally Pazo Tizón             | Resultados |
| 7   | 16-17 de septiembre | 10.º Rallye Ourense Ribeira Sacra | Resultados |
| 8   | 14-15 de octubre    | 44.º Rallye San Froilán           | Resultados |
| 9   | 12-13 de noviembre  | 2.º Rallye Ribeira-Ría de Arousa  | Resultados |

## Normativa

### Campeonatos
Para la temporada 2022 se programaron los siguientes campeonatos, copas y trofeos:
- Copa de pilotos;
- Copa de copilotos;
- Copa de marcas;
- Copa de agrupación 1;
- Copa de agrupación 2;
- Copa de agrupación 3;
- Copa de agrupación 4;
- Copa de agrupación 5;
- Copa de escuderías.

### Puntuación
Para entrar en la clasificación final del campeonato cada piloto debe participar en al menos la mitad de las pruebas celebradas más una. En cada prueba puntuable cada piloto que termine la misma obtiene puntos por agrupación y puntos de la clasificación general. Luego suma ambos y multiplica por el coeficiente de la prueba. Al final del campeonato se tienen en cuenta los puntos de todas las pruebas menos dos.
Sistema de puntuación para la clasificación general:
| Posición | 1  | 2 | 3 | 4 | 5 | 6 | 7 | 8 | 9 | 10 |
| -------- | -- | - | - | - | - | - | - | - | - | -- |
| Puntos   | 10 | 9 | 8 | 7 | 6 | 5 | 4 | 3 | 2 | 2  |

Sistema de puntuación para cada agrupación:
| Posición | 1 | 2 | 3 | 4 | 5 |
| -------- | - | - | - | - | - |
| Puntos   | 5 | 4 | 3 | 2 | 1 |

- Pruebas de coeficiente 8: Rally Mariña Lucense, Rally de Pontevedra, Rally Sur do Condado y Rally San Froilán.
- Pruebas de coeficiente 7: Rally de La Coruña, Rally de Noia, Rally Pazo Tizón, Rally Ribeira-Sacra y Rally Ribeira Ría de Arousa.

## Equipos
| Equipo                     | Automóvil              | Piloto                   | Copiloto                  | Rondas      |
| -------------------------- | ---------------------- | ------------------------ | ------------------------- | ----------- |
| Yacar Racing               | Škoda Fabia Rally2 evo | Víctor Senra             | «Jandrín»                 | 1-5         |
| Yacar Racing               | Škoda Fabia Rally2 evo | Víctor Senra             | José Murado               | 7           |
| Yacar Racing               | Škoda Fabia Rally2 evo | Víctor Senra             | David Vázquez             | 8           |
| Yacar Racing               | Citroën DS3 WRC        | Víctor Senra             | Paula Ramos               | 9           |
| Yacar Racing               | Citroën DS3 R3T Max    | José Manuel Lamela       | Daniel Pérez Torres       | 1-2, 4, 6-7 |
| Yacar Racing               | Citroën DS3 R3T Max    | José Manuel Lamela       | Néstor Casal              | 3-5, 8-9    |
| AMF Sport                  | Škoda Fabia R5         | Alberto Meira            | Avelino Martínez          | 1-9         |
| Escudería Ourense          | Citroën C3 N5          | Pablo Blanco Alonso      | Ian B. Quintana Fernández | 1-9         |
| Escudería AR Vidal Racing  | Volkswagen Polo GTI R5 | Alberto Nimo             | José Pintor Bouzas        | 1-4, 9      |
| Escudería AR Vidal Racing  | Volkswagen Polo GTI R5 | Alberto Nimo             | David Vázquez             | 6           |
| Ares Racing                | Hyundai i20 N Rally2   | Iván Ares                | David Vázquez             | 1           |
| Desguaces Tino Racing      | Ford Fiesta N5         | Celestino Iglesias Cores | Jorge Iglesias Cores      | 1-9         |
| Pérez Mirón Rally Team     | Peugeot 106 S16        | Álvaro Pérez Abeijón     | Brais Mirón Carnés        | 1-3, 7-9    |
| Pérez Mirón Rally Team     | Peugeot 106 S16        | Álvaro Pérez Abeijón     | Mónica Álvarez Figueroa   | 4-5         |
| Pérez Mirón Rally Team     | Peugeot 106 S16        | Álvaro Pérez Abeijón     | Pablo González            | 6           |
| Escudería Cuntis V.T.      | Citroën Saxo VTS       | Marcos Maceiras          | Sergio Iglesias Reboredo  | 1-4, 6-9    |
| Escudería Cuntis V.T.      | Citroën Saxo VTS       | Marcos Maceiras          | Manuel Raído Otero        | 5           |
| Aguanta Volante Rally Team | Citroën Saxo VTS       | Diego Vila Fernández     | Alex Alonso Sampayo       | 1-2, 4-9    |
| Aguanta Volante Rally Team | Peugeot 106 GTi        | Juan C. Pampillón        | Cristian Álvarez López    | 1-9         |

## Clasificación final

### Campeonato de pilotos
| Pos.            | Piloto                    | 1 RDC | 2 NOI | 3 MLU | 4 PON | 5 SDC | 6 PTI | 7 ORS | 8 FRO | 9 RRA | Ptos. |
| --------------- | ------------------------- | ----- | ----- | ----- | ----- | ----- | ----- | ----- | ----- | ----- | ----- |
| 1.              | Víctor Senra              | 2     | 1     | 1     | 1     | 1     |       | 1     | 3     | 1     | 766   |
| 2.              | Alberto Meira             | 3     | 2     | 2     | 2     | 2     | 1     | 2     | 1     | 2     | 719   |
| 3.              | José Manuel Lamela        | 9     | Ret   | 9     | 12    | 6     | 7     | 5     | 6     | 4     | 489   |
| 4.              | Pablo Blanco Alonso       | 22    | 7     | 7     | 5     | 4     | 3     | 4     | 4     | 19    | 400   |
| 5.              | Alberto Nimo Suárez       | 5     | 3     | 4     | 4     |       | 2     |       |       | Ret   | 361   |
| 6.              | Celestino Iglesias Cores  | 7     | 8     | 6     | Ret   | 5     | 5     | 8     | Ret   | 5     | 271   |
| 7.              | Álvaro Pérez Abeijón      | 20    | 11    | Ret   | 17    | 9     | Ret   | 16    | 12    | 7     | 266   |
| 8.              | Marcos Maceiras           | 14    | 18    | 17    | 15    | Ret   | Ret   | 17    | 13    | 11    | 238   |
| 9.              | Diego Vila Fernández      | 27    | 19    |       | 20    | 7     | 11    | Ret   | 10    | Ret   | 228   |
| 10.             | Juan C. Pampillón         | 17    | 20    | 23    | 22    | 10    | 12    | 15    | 11    | Ret   | 217   |
| 11.             | David Rivas Fuentes       | 10    | Ret   | 11    | 19    | 11    |       | Ret   | Ret   | 12    | 190   |
| 12.             | Iván Pazos Groba          | 58    | Ret   | 50    | Ret   | 39    |       | Ret   | Ret   | Ret   | 172   |
| 13.             | Marcos Rodríguez Sanromán | 19    | Ret   | 13    | 16    | Ret   | 10    | Ret   |       |       | 158   |
| 14.             | Raúl Martínez Torres      |       | 42    | 15    | 18    | Ret   | 26    | 21    | Ret   | 10    | 156   |
| 15.             | Isaac Durán Varela        | Ret   | Ret   | Ret   | Ret   | 8     | 13    | 12    | Ret   |       | 141   |
| 16.             | Juan C. Prieto Arias      | 75    | 80    | Ret   |       | Ret   | 76    | 66    | Ret   |       | 133   |
| 17.             | Pedro Reija Diáz          | Ret   | 41    | 33    |       |       | 60    |       | 21    | 37    | 119   |
| 18.             | Celestino Iglesias Duarte | Ret   | Ret   | 5     | 7     | Ret   | Ret   | 11    | 9     | 52    | 118   |
| 19.             | Rubén López López         | Ret   |       | 19    | 23    |       |       | 18    | 16    | Ret   | 108   |
| 20.             | Javier Ramos Troitiño     |       | 4     | Ret   | 9     | Ret   | Ret   | 7     |       |       | 107   |
| 21.             | Antonio Pérez Orozco      | 8     | 6     | 10    | 14    | 17    | Ret   | Ret   |       |       | 87    |
| 22.             | Alexis Vieitez Losada     | 41    | 31    | 25    | 25    | 14    | Ret   | Ret   | 23    | 43    | 77    |
| 23.             | Álvaro Castro Laiño       | 23    | 28    | 21    | Ret   | 15    | Ret   | 23    | Ret   | Ret   | 75    |
| 24.             | Miguel A. Caeiro Villar   | 32    | 45    | 34    | Ret   |       | 21    | 24    | 32    | 40    | 72    |
| 25.             | Benito Puceiro Rodiño     | 38    | 29    | 29    | 37    | Ret   | 37    |       | Ret   |       | 65    |
| 26.             | Abel Pampillón Jorge      |       | 9     |       | 11    | Ret   | 8     | Ret   |       | 30    | 50    |
| 27.             | Javier Eiras Mariño       | 37    | 30    | 26    | Ret   |       |       |       | Ret   | 23    | 50    |
| 28.             | Óscar Gallego Gómez       | 33    |       | 28    | 30    |       | 32    |       | 26    | 50    | 45    |
| 29.             | Roberto Suárez Fdez.      |       | 47    |       | 40    | 26    |       | 37    | 31    | 29    | 45    |
| 30.             | Pablo Sánchez Sánchez     | 30    | 26    | 55    |       | 34    |       | 32    | Ret   |       | 44    |
| 31.             | Guillermo Vilavedra Fdez. | Ret   | 14    | Ret   | 10    | Ret   | 16    | 14    | Ret   | Ret   | 29    |
| 32.             | Gabriel Rodríguez Gándara | Ret   | 33    | Ret   | Ret   | Ret   | 23    | 26    |       |       | 28    |
| 33.             | Miguel Suárez Ares        | 42    |       | 37    | Ret   | Ret   | 44    |       | Ret   | Ret   | 22    |
| 34.             | Cristian Caeiro Pinto     | Ret   | 39    | 42    | Ret   |       | 51    | 55    | Ret   |       | 21    |
| No clasificados |                           |       |       |       |       |       |       |       |       |       |       |
| -               | Iván Ares                 | 1     |       |       |       |       |       |       |       |       | 0     |
| -               | Francisco Dorado Vizcaíno |       |       |       | Ret   |       |       |       | 2     |       | 0     |
| -               | Jorge Pérez Oliveira      |       |       | 3     | 3     | 3     |       |       |       |       | 0     |
| -               | Manuel Fernández Estévez  |       |       |       |       |       |       | 3     |       |       | 0     |
| -               | Amador Vidal              |       |       |       |       |       |       |       |       | 3     | 0     |
| -               | Manuel Senra              | 16    | 13    |       |       |       |       |       |       |       | 0     |
| Fuente          |                           |       |       |       |       |       |       |       |       |       |       |

### Copilotos
| Pos. | Copiloto                  | Ptos. |
| ---- | ------------------------- | ----- |
| 1.   | Avelino Martínez López    | 719   |
| 2.   | Ian B. Quintana Fernández | 400   |
| 3.   | José A. Pintor Bouzas     | 374   |
| 4.   | Daniel Pérez Torres       | 285   |
| 5.   | Jorge Iglesias Cores      | 271   |
| 6.   | Sergio Iglesias Reboredo  | 238   |
| 7.   | Cristian Álvarez López    | 217   |
| 8.   | Brais Mirón Carnes        | 210   |
| 9.   | Álex Alonso Sampayo       | 207   |
| 10.  | José Vieitez Ferradáns    | 190   |

### Escuderías
| Pos. | Escudería                   | Ptos. |
| ---- | --------------------------- | ----- |
| 1.   | Yacar Racing                | 1413  |
| 2.   | AMF Sport                   | 962   |
| 3.   | Escudería Surco             | 874   |
| 4.   | Escudería Miño              | 633   |
| 5.   | A.R. Vidal Racing           | 506   |
| 6.   | Aguanta Volante Rallye Team | 505   |
| 7.   | Pontevedra 1984 Team        | 452   |
| 8.   | Congostra Team Sangenjo     | 443   |
| 9.   | Cuntis V.T.                 | 430   |
| 10.  | Escudería Ourense           | 329   |

### Marcas
| Pos. | Marca    | Ptos. |
| ---- | -------- | ----- |
| 1.   | Pirelli  | 1349  |
| 2.   | Michelin | 36    |
| 3.   | Hankook  | 22    |
| 4.   | Kumho    | 0     |
| 5.   | Yokohama | 0     |

### Agrupación 1
| Pos. | Piloto        | Ptos. |
| ---- | ------------- | ----- |
| 1.   | Víctor Senra  | 766   |
| 2.   | Alberto Meira | 719   |
| 3.   | Pablo Blanco  | 407   |

### Agrupación 2
| Pos. | Piloto              | Ptos. |
| ---- | ------------------- | ----- |
| 1.   | José M. Lamela Lojo | 795   |
| 2.   | Pedro Reija Diaz    | 349   |

### Agrupación 3
| Pos. | Piloto               | Ptos. |
| ---- | -------------------- | ----- |
| 1.   | David Rivas Fuentes  | 494   |
| 2.   | Raúl Martínez Torres | 444   |
| 3.   | Isaac Duran Varela   | 316   |

### Agrupación 4
| Pos. | Piloto                   | Ptos. |
| ---- | ------------------------ | ----- |
| 1.   | Marcos Maceiras Guimarey | 632   |
| 2.   | Juan C. Pampillon        | 593   |
| 3.   | Álvaro Pérez Abeijón     | 630   |

### Agrupación 5
| Pos. | Piloto               | Ptos. |
| ---- | -------------------- | ----- |
| 1.   | Iván Pazos Groba     | 434   |
| 2.   | Juan C. Prieto Arias | 350   |

### Campeonato R5
- 3º Súper Campeonato R5 AD Grupo Regueira-Pirelli-Senra Sport

| Pos. | Piloto        | Ptos. |
| ---- | ------------- | ----- |
| 1.   | Víctor Senra  | 514   |
| 2.   | Alberto Meira | 499   |
| 3.   | Alberto Nimo  | 287   |

### Copa Top Ten A
- 13.ª Copa Top Ten “A” Pirelli-Driver-Autia

| Pos. | Piloto        | Ptos. |
| ---- | ------------- | ----- |
| 1.   | Víctor Senra  | 514   |
| 2.   | Alberto Meira | 499   |
| 3.   | Alberto Nimo  | 287   |

### Copa Top Ten B
- 13.ª Copa Top Ten “B” Pirelli-Driver-Autia

| Pos. | Piloto                   | Ptos. |
| ---- | ------------------------ | ----- |
| 1.   | Pablo Blanco             | 507   |
| 2.   | Celestino Iglesias Cores | 424   |
| 3.   | José M. Lamela Lojo      | 414   |

### Gara N5 Pirelli
- 1º Gara N5 Pirelli

| Pos. | Piloto                    | Ptos. |
| ---- | ------------------------- | ----- |
| 1.   | Pablo Blanco              | 507   |
| 2.   | Celestino Iglesias Cores  | 445   |
| 3.   | Celestino Iglesias Duarte | 307   |

### Copa Top Ten C
- 13º Copa Ton Ten “C” Pirelli-Driver-Autia

| Pos. | Piloto               | Ptos. |
| ---- | -------------------- | ----- |
| 1.   | David Rivas Fuentes  | 335   |
| 2.   | Raúl Martínez Torres | 311   |
| 3.   | Rubén López López    | 247   |

### Volante FGA
- 17º Volante F.G.A.- 6ª Promoción Xoven Piloto (Beca PXP 23)

| Pos. | Piloto                | Ptos. |
| ---- | --------------------- | ----- |
| 1.   | Alexis Vieitez Losada | 466   |
| 2.   | Álvaro Castro Laiño   | 362   |
| 3.   | Roberto Suárez        | 317   |

### Copa Pirelli AMF Motorsport
- 13º Copa Pirelli AMF Motorsport

| Pos. | Piloto               | Ptos. |
| ---- | -------------------- | ----- |
| 1.   | Marcos Maceiras      | 452   |
| 2.   | Álvaro Pérez Abeijón | 452   |
| 3.   | Juan C. Pampillon    | 430   |